# 双匿接合十字虫
双匿接合十字虫（学名：Zygostaurus amphitectus）为十字叶虫科接合十字虫属的动物。分布于大西洋、太平洋以及西沙群岛等。